# 113 Amalteja
113 Amalteja (mednarodno ime 113 Amalthea, starogrško starogrško Ἀμάλθεια: Amálteia) je velik in svetel asteroid tipa S v glavnem asteroidnem pasu.

## Odkritje
Asteroid je 12. marca 1871 odkril Karl Theodor Robert Luther (1822 – 1900).. Poimenovan je po Amalteji iz grške mitologije.
Eden od Jupitrovih naravnih satelitov ima isto ime.

## Lastnosti
Asteroid Amalteja obkroži Sonce v 3,66 letih. Njegova tirnica ima izsrednost 0,088, nagnjena pa je za 5,037° proti ekliptiki. Njegov premer je 46,1 km, okoli svoje osi se zavrti v 9,935 urah.
Amelteja je verjetno del plašča starševskega telesa, velikega kot je 4 Vesta, ki je pred okoli 1 milijona leti v trku razpadel na več delov. Drugi velik del je verjetno asteroid 9 Metis.